# 18 Greatest Hits (Michael Jackson)
18 Greatest Hits è una raccolta di brani del cantante statunitense Michael Jackson e del gruppo musicale The Jackson 5 pubblicata nel 1983 dalla Motown.

## Tracce

### Scaletta ufficiale
1. One Day in Your Life – 4:15 – Michael Jackson
2. Lookin' Through the Windows – 3:46 – The Jackson 5
3. Got to Be There – 3:23 – Michael Jackson
4. Doctor My Eyes – 3:14 – The Jackson 5
5. Ben – 2:44 – Michael Jackson
6. ABC – 2:56 – The Jackson 5
7. We're Almost There – 3:42 – Michael Jackson
8. Skywriter – 3:08 – The Jackson 5
9. Rockin' Robin – 2:31 – Michael Jackson
10. Happy (tema del film La signora del blues) – 3:25 – Michael Jackson
11. Ain't No Sunshine – 4:09 – Michael Jackson
12. I'll Be There – 3:59 – The Jackson 5
13. I Want You Back – 3:03 – The Jackson 5
14. The Love You Save – 3:01 – The Jackson 5
15. We've Got a Good Thing Going – 2:59 – Michael Jackson
16. Mama's Pearl – 3:09 – The Jackson 5
17. Never Can Say Goodbye – 2:57 – The Jackson 5
18. Hallelujah Day – 2:46 – The Jackson 5

Durata totale: 59:07

### Scaletta alternativa
È stata inoltre distribuita una versione alternativa della raccolta con una scaletta diversa:
1. Got to Be There – 3:23 – Michael Jackson
2. Rockin' Robin – 2:31 – Michael Jackson
3. I Wanna Be Where You Are – 3:01 – Michael Jackson
4. Ben – 2:44 – Michael Jackson
5. With a Child's Heart – 3:29 – Michael Jackson
6. One Day in Your Life – 4:15 – Michael Jackson
7. I Want You Back – 3:03 – The Jackson 5
8. Who's Lovin' You – 4:05 – The Jackson 5
9. ABC – 2:56 – The Jackson 5
10. The Love You Save – 3:01 – The Jackson 5
11. I'll Be There – 3:59 – The Jackson 5
12. Mama's Pearl – 3:09 – The Jackson 5
13. Never Can Say Goodbye – 2:57 – The Jackson 5
14. Maybe Tomorrow – 4:41 – The Jackson 5
15. Sugar Daddy – 2:34 – The Jackson 5
16. Lookin' Through the Windows – 3:46 – The Jackson 5
17. Get It Together – 2:48 – The Jackson 5
18. Dancing Machine – 3:27 – The Jackson 5

Durata totale: 59:49

## Classifica
| Classifica (1983) | Posizione massima raggiunta |
| ----------------- | --------------------------- |
| Regno Unito       | 1                           |
| Australia         | 53                          |